# Рт Флигели
Рт Флигели (рус. Мыс Фли́гели) је најсевернија тачка Европе, Земље Фрање Јосифа и Русије. Налази се на 81°50‘ сгш и 59°14‘ игд.

## Географија
Рт је смештен на Рудолфовом острву у архипелагу Земља Фрање Јосифа. Административно припада Архангелској области. Открио га је аустријски картограф Август фон Флигели 12. августа 1874. године. Сам рт као и цело острво је прекривело дебелим слојем леда.